# Akzessorietät
Akzessorietät (Adjektiv: akzessorisch, von lateinisch accedere ‚hinzutreten‘) ist ein Rechtsbegriff und bezeichnet die Abhängigkeit eines Sicherungsrechts – in Betracht kommen in der deutschen Rechtsordnung beispielsweise die Bürgschaft (§§ 765 ff. BGB), die Hypothek (§ 1113 BGB) oder das Pfandrecht (§§ 1204 ff. BGB) – von der jeweils gesicherten Forderung. Ein akzessorisches Sicherungsrecht „klebt“ als Nebenrecht insoweit an der Forderung als Hauptrecht.
Im Zivilrecht stellt sich die Frage der Akzessorietät bei den Sicherungsrechten, im Strafrecht bei der Tatteilnahme.

## Akzessorietät im Zivilrecht
Die Akzessorietät beschreibt, dass das Sicherungsrecht vom Bestand der Forderung oder einer Ersatzforderung wegen Leistungsstörung abhängig ist. So ergibt sich der Umfang einer Bürgschaftsschuld beispielsweise aus § 767 BGB. Die Akzessorietät des Sicherungsrechts tritt mit dem Entstehen der zu sichernden Forderung ein und bleibt über die Zeit des Fortbestands der Hauptforderung, auch wenn Forderungsübertragungen vorgenommen werden, bis zum Zeitpunkt des Erlöschens der besicherten Forderung bestehen. Je stärker die Akzessorietät ausgestaltet ist, desto günstiger ist sie als Regel für den Schuldner.
Die Anordnung der Akzessorietät stellt eine gesetzliche Durchbrechung des Trennungs- und Abstraktionsprinzips dar, wonach Verpflichtungs- und Verfügungsgeschäft immer getrennt voneinander zu betrachten sind und die Nichtigkeit etwa des Verpflichtungsgeschäfts sich nicht automatisch auf das Verfügungsgeschäft desselben Vertrags und umgekehrt auswirkt. Bei der Akzessorietät ändert das Gesetz die Trennung zwischen dinglichem und schuldrechtlichem Geschäft und ordnet der gesicherten Forderung den Tatbestand eines dinglichen Rechts zu.
Eine weitere Eigenschaft des Prinzips der Akzessorietät liegt darin, dass die Abtretung (§ 398 ff. BGB) einer Forderung, auf der eine Kreditsicherheit lastet (vgl. insoweit auch beschränkt dingliche Rechte), die Kreditsicherung gemeinsam mit der Forderung übertragen werden muss (§ 401 und § 1153 Absatz 1 BGB). Das gilt nicht nur für vertragliche Forderungsübergänge, sondern auch für Abtretungen kraft Gesetzes. Tatbestände einer cessio legis, dem automatischen Forderungsübergang kraft Gesetzes, folgen, wenn der Sicherungsgeber den Schuldner befriedigt, etwa im Sinne des § 774 Absatz 1 BGB im Bürgschaftsrecht oder des § 1143 Absatz 1 BGB im Hypothekenrecht. Da die enge Bindung zwischen Forderung und Sicherheit in diesem Zusammenhang bestehen bleiben soll, ist die Akzessorietät strengrechtlich. Entfällt die Forderung, weil sie beispielsweise getilgt wird, entfällt das Sicherungsrecht und damit dessen Akzessorietät. Eine Hypothek wandelt sich mit Forderungswegfall allerdings in eine Eigentümerhypothek (§ 1163 BGB) um.
Im Kreditwesen wird gegenüber der Fiduziarität abgegrenzt. Das Gesetz verlangt die Abhängigkeit der Kreditsicherheit von einem Kredit und umgekehrt.

## Akzessorietät im Strafrecht
Im Strafrecht bestimmt der Grundsatz der Akzessorietät, dass die Strafbarkeit eines Tatteilnehmers, mithin des Anstifters oder des Beihelfers, von der Strafbarkeit der Haupttat des Täters abhängt. Die Abhängigkeit ist in diesen Fällen limitiert, denn es kommt nicht darauf an, ob auch dem Haupttäter ein Schuldvorwurf gemacht werden kann. Es genügt für den an der Tat durch Anstiftung oder Beihilfe Beteiligten, dass der Haupttäter einen Straftatbestand rechtswidrig erfüllt hat. Auf die Schuld des Täters kommt es nicht an. Die Teilnahme an der rechtswidrigen Straftat eines Schuldunfähigen kann damit strafbar sein, geregelt in § 28 und § 29 StGB. Die Schuldfrage des Tatbeteiligten ist von der Schuldfrage des Haupttäters abgekoppelt.
Akzessorietät findet Anwendung auch im Umweltstrafrecht (§§ 324 ff. StGB). Das Urheberstrafrecht steht in einer inhaltlichen Abhängigkeit zu den zivilrechtlichen Vorgaben des Urheberrechtsgesetzes und ist insbesondere vor dem Hintergrund des Bestimmtheitsgrundsatzes zu sehen. Im Lichte des Verfassungsrechts ist sie streng und konsequent anzuwenden, wobei die Autonomie des Strafrechts nicht ausgehöhlt werden darf. Die Strafbarkeit ist häufig davon abhängig, dass die vom Täter verursachte Umweltverschmutzung (im Regelfall durch aktives Tun oder gegebenenfalls auch durch ein Unterlassen) nicht von einem öffentlich-rechtlichen Genehmigungsbescheid gedeckt ist. Umgekehrt muss derjenige insoweit straffrei bleiben, als er sich auf eine wirksame Genehmigung (§ 43 VwVfG) berufen kann. Man spricht insofern von der „Verwaltungs(akt)akzessorietät“ des Strafrechts. Als Paradebeispiel für mangelnde Akzessorietät im Strafrecht ist die (verbotene) „Mitwirkung beim Selbstmord“ (§ 78 des Österreichischen Strafgesetzbuches). Heftig diskutiert wird insbesondere die Legitimation eines umfassenden Verbots der Mitwirkung, während die Haupttat, der Suizid, nicht strafbar ist.